# Ole Singstad
Ole Knutsen Singstad (né le 29 juin 1882 à Agdenes et mort le 8 décembre 1969 à New York) était un ingénieur de génie civil norvégien puis américain, qui inventa le système de ventilation utilisé dans le Holland Tunnel autrefois Hudson River Vehicular Tunnel ou Canal Street Tunnel, qui devint ensuite largement utilisé dans d'autres tunnels pour véhicules automobiles et fit faire des avancées grâce à la méthode dite Sunk-tube pour la construction des tunnels sous-marins destinés aux véhicules, à l'aide de sections préfabriquées.
En 1950, Singstad a conçu et projeté la construction de plus de tunnels sous-marins que tous les autres ingénieurs rassemblés.

## Jeunesse
Ole Singstad est né dans la ferme " Singstad" à Lensvik connu maintenant comme Agdenes dans la région de Sør-Trøndelag en Norvège. Il était le septième enfant d'une fratrie de neuf, né de Knut Jacobsen Singstad (17 mai 1831- 24 novembre 1906) et d'Anne Mikkelsd Auset Singstad (10 juillet 1843-30 avril 1947).
En 1898, Singstad partit pour Ålesund pour y étudier. Plus tard, sa sœur Marie, qui était sage-femme, encouragea Singstad à poursuivre ses études. Il étudia à Trondheim au lycée technique de 1901 à 1905, où il fut élu président de l'association des étudiants. En 1905, il émigre aux États-Unis. Il devint citoyen américain en 1911.

## Carrière

### Premières œuvres
Ole Singstad travailla d'abord pour la Compagnie centrale des chemins de fer du New Jersey. En 1907, il partit pour Norfolk, en Virginie, où il travailla pour les voies de chemin de fer et pour les ponts pour la Virginian Railway. Il retourna ensuite à New York et travailla pour la "Hudson and Manhattan Railroad (en)", concevant les tunnels pour passer sous la Hudson River en 1909-1910. Plus tard, il passa sept années comme responsable des travaux du métro et des tunnels ferroviaires de Manhattan, de Brooklyn, et passant sous l'East River. Durant tout ce temps, il travailla avec Clifford Milburn Holland pour la "New York Public Service Commission" du premier district de New York.
En 1917-1918, Singstad travailla à la Chuquicamata, compagnie d'Exploration du Chili, et en 1918-1919, il travailla avec Barclay, Parsons, et Klapp (maintenant Parsons Brinckerhoff (en)), où il fut chargé de la conception d'un système de transit rapide vers Philadelphie, et fit le projet préliminaire pour un tunnel routier sous le fleuve Delaware.

### Tunnels de New York
Ole Singstad est connu surtout pour son travail pour les tunnels routiers sous-marins pour New York et pour la conception de la ventilation du Holland Tunnel qui rendit possible des tunnels allongés sous l’eau, utilisé initialement pour le Holland Tunnel sous l'Hudson River. Il commença à travailler sous les ordres de l'ingénieur en chef Clifford Milburn Holland en 1915, et termina la construction du "Holland Tunnel" après la mort de Holland à la fin de 1924 et le successeur de Holland, Milton H. Freeman, qui mourut en mars 1925.
Singstad conçut aussi le Lincoln Tunnel, le Brooklyn Battery Tunnel et le Queens Midtown Tunnel, ces deux derniers, comme ingénieur en chef de l'Autorité des tunnels de la ville de New York, au sein de laquelle, il se heurta à Robert Moses, qui préférait les ponts :

« Pourquoi Moses a-t-il essayé de détruire (l'Autorité des tunnels)? Parce qu'il ne pouvait pas le reprendre, voilà pourquoi. Il ne pouvait pas le reprendre, alors il voulait détruire tout ce fichu projet. »

En 1946, l'Autorité des tunnels fusionna avec (ou plutôt fut reprise par) la Triborough Bridge Authority, formant la "Triborough Bridge and Tunnel Authority (en)", ce en quoi Singstad fut enthousiasmé, et le Brooklyn Battery Tunnel put enfin être complètement terminé avec les spécifications de Moses, qui étaient basées principalement sur le projet initial de Singstad. Le nouveau projet était le siège de fuites et le TBTA stabilisa les fuites en revenant au projet initial de Singstad.

### Autres œuvres
Singstad fut impliqué dans de nombreux tunnels routiers passant sous l'eau à travers le monde.
De 1930 à1933, il conçut et mena à bien la construction d'un tunnel sous l'Escaut à Anvers. Les Belges essayèrent de faire exploser le tunnel lors de leur retraite en 1940 et plus tard les Allemands essayèrent aussi de faire exploser le tunnel lors de leur départ en 1944. Le tunnel résista à chaque fois.
- Il fut consultant pour le Posey Tube (en), le second tunnel utilisant le système de ventilation mis au point pour le tunnel " Holland ".
- il fut consultant pour le tunnel de Détroit-Windsor, le troisième, conçu par les associés de l'ingénieur norvégien-américain Søren Anton Thoresen[5].
- Avec Thoresen, il conçut le tunnel du Pays de Waes sous l'Escaut à Anvers, en Belgique. Pour ce projet, Ole Singstad conçut le cuvelage du tunnel, la ventilation et ses équipements[5].
- Il constitua la compagnie Singstad and Kehart Consulting Engineers en 1945, qui avec une équipe de 50 à 60 ingénieurs conçurent le projet final du Big Walker Mountain Tunnel en Virginie.
- Avec son entreprise Singstad et Baillie située à New York, il conçut le Baltimore Harbor Tunnel, qui ouvrit en 1957[6].

Singstad conçut aussi des tunnels en Argentine, au Canada, à Cuba, et au Venezuela.

## Techniques innovantes

### La ventilation du Holland Tunnel
Thomas Edison avait prétendu qu'il était impossible de ventiler un tunnel avec le volume du trafic envisagé pour le Holland Tunnel. Auparavant, les tunnels étaient ventilés longitudinalement. Le système original de Singstad consista à ventiler les tunnels transversalement.
Travaillant avec l'université Yale et le Bureau des Mines des États-Unis, Singstad construisit tunnel test expérimental au sein du bureau des mines (United States Bureau of Mines (en)) de Bruceton, Pennsylvania (en), en Pennsylvanie sur 122 m de long où les voitures étaient simulées par des engins mobiles. Des étudiants volontaires étaient surveillés alors qu'ils respiraient les échappements pour confirmer les flux d'air et le taux tolérable de monoxyde de carbone pour différentes conditions de trafic y compris en marche arrière. Singstad en conclut qu'un système conventionnel, longitudinal de ventilation a pour effet de pressuriser le flux d'air avec un pic à 27 m/s tout le long du tunnel.
Singstad conçut un tunnel à trois niveaux avec une section du milieu large recevant les véhicules et deux plénums, un inférieur et un supérieur fournissant l'air frais et extrayant les fumées à intervalles réguliers ; résolvant le problème de la ventilation.
Les jours ouvrables, le taux moyen de monoxyde de carbone contenu dans les deux tunnels est de 0,69 part pour 10,000 parts dans l'air. Le taux le plus élevé est de 1,60 particule pour 10 000. Le taux autorisé est de 4 parts pour 10 000 parts dans l’air. Le public et la presse déclarèrent que les conditions dans l'air étaient maintenant meilleures dans le tunnel que dans certaines rues de New York.

### Utilisation de sections préfabriquées pour les tunnels
Pendant la construction du Baltimore Harbor Tunnel (en) de 1955 à 1957, Singstad adopta une méthode économique pour la construction du tunnel dans le lit de la rivière. Auparavant, c'étaient des boucliers hydrauliques ou des caissons pressurisés qui étaient utilisés mettant en danger constant les ouvriers exposés à des accidents de décompression, et donc la nécessité d'une attention constante. La méthode des tubes « coulés » (sunk-tube method) avait déjà été proposée et utilisée par Olaf Hoff pour le tunnel de Détroit-Windsor et le tunnel de la Harlem River.
Ole Singstad mis en avant les idées de Hoff et proposa de creuser un large fossé dans le lit de la rivière et d'y placer, à l'aide de câbles suspendus, des sections pré-fabriquées du tunnel d'une longueur de 90 m pesant 23 000 tonnes chacun dans le fossé à partir de barges positionnées à l'aplomb. La chambre interne est ensuite remplie d'eau pour enfoncer les sections, puis les boulonner avec l'aide de plongeurs, puis repomper l'eau et finalement recouvrir le tunnel par de la terre. Cette technique fut adoptée dans de nombreux projets de tunnel par d'autres ingénieurs et en particulier pour le pont-tunnel de Chesapeake Bay.

## Vie personnelle
Ole Singstad fut marié à Else Johansen (28 juin 1890–8 juillet 1964). Ensemble, ils eurent deux enfants, Rita (2 mai 1918–3 mai 1975) et Paul (25 avril 1925–27 avril 1976). Ole Singstad décéda le 8 décembre 1969 alors qu'il vivait sur la cinquième Avenue à New York. Il est inhumé au cimetière de Green-Wood, à Brooklyn.
Ole Singstad était retourné en Norvège à cinq reprises durant sa vie : d'abord pour l'anniversaire des 80 ans de sa mère en 1923 et ensuite à Lensvik en 1930 puis en 1933 alors qu'il travaillait pour le tunnel de la rivière Schelde. Il rata le 100e anniversaire de la naissance de sa mère en 1943 à cause de la deuxième Guerre mondiale, mais y retourna en 1953 et une dernière fois en 1967 à l'âge de 85 ans, toujours en activité pour sa firme de consultant. C'était un pêcheur passionné.

## Honneurs et récompenses
Ole Singstad reçut un doctorat honoraire de l'Institut de technologie Stevens ; de l'université polytechnique de New York ; St.Olaf College de Northfield (Minnesota) et du College of Engineering (en) Newark, New Jersey.
Ole Singstad fut élu président de l'American Council of Engineering Companies en 1941. Avec Søren Anton Thoresen, il reçurent la médaille d'or et furent décorés par le roi Albert Ier de Belgique pour leur travail dans le tunnel du Pays de Waes ; une statue en bois fut érigée en son honneur à Lensvik Samfunnshus and in 2008, a lecture in his honor was held at the Museum of Modern Art.
Ole Singstad fut nommé en 1933 officier de l'ordre de la Couronne de Belgique , il reçut en 1939 l'ordre "Ridder" de première Class, en 1956 la médaille d'honneur de l'American Society of Engineers et en 1960 le titre de commandeur de l'ordre du Mérite du Chili.
À l'âge de 48 ans, Ole Singstad reçut de l'Académie royale des sciences de Norvège une récompense habituellement réservée à des gens plus âgés.